# Reducent

Voedselpiramide.

Reducenten of destruenten zijn heterotrofe micro-organismen (bacteriën, lagere schimmels), die organische stof op en in de bodem als voedsel gebruiken, en daarbij uiteindelijk omzetten in anorganische stoffen: koolstofdioxide, water en anorganische voedingszouten. Dit biologische afbraakproces heet mineralisatie. 
De gevormde anorganische stoffen kunnen producenten (planten) weer voor hun groei gebruiken: via koolstofassimilatie uit water en kooldioxide, aangevuld met de in het water opgeloste voedingszouten (nitraten, fosfaten, sulfaten), bouwen producenten nieuw organisch materiaal (biomassa) op. Deze plantaardige biomassa vormt het voedsel van planteneters, de eerste groep consumenten in een willekeurige voedselketen of voedselpiramide, direct na de producenten.